# Straße des Lebens

Belagertes Leningrad im Winter 1941 mit der „Straße des Lebens“ über den Ladogasee

Die Straße des Lebens (russisch Доро́га жи́зни, Doroga schisni, was auf Russisch auch die Bezeichnung für die Gegend im Allgemeinen ist) war eine Rettungsstraße über den Ladogasee, über die im Zweiten Weltkrieg das von der Wehrmacht eingeschlossene Leningrad durch die Rote Armee über knapp 900 Tage lang versorgt wurde. Im Sommer erfolgten die Transporte auf dem Seeweg, im Winter auf einer Eisstraße. Die Eisstraße trug offiziell die Bezeichnung Militärische Autostraße Nummer 101. Die Straße ermöglichte neben der Versorgung auch die Evakuierung von bis zu eineinhalb Millionen Menschen, darunter 300.000 Kinder, von Kunstwerken und Industrieanlagen.

## Hintergrund
Im Russlandfeldzug, dem Deutsch-Sowjetischen Krieg des Zweiten Weltkriegs, plante das nationalsozialistische Deutsche Reich die Eroberung Leningrads, Sitz des größten Zentrums der Militär- und Schiffbauindustrie sowie einer Flotte. Der Angriff auf die Stadt begann im August 1941. Am 29. August wurde die letzte Eisenbahnlinie zerstört, die Leningrad mit dem noch nicht besetzten Gebiet verband. Am 8. September eroberten die Deutschen Schlüsselburg und erreichten das Südufer des Ladogasees. Zur gleichen Zeit besetzten finnische Truppen den größten Teil der Karelischen Landenge vom Finnischen Meerbusen bis zum Ladogasee. Leningrad lag unter Blockade und war abgeschnitten. Die Temperaturen sanken bis −40 °C. In der Stadt gab es keinen Strom und keinen Brennstoff. Tausende Leningrader arbeiteten täglich an Verteidigungsanlagen am Stadtrand. Infolgedessen stabilisierte sich die Front am 18. und 19. September 1941. Den Deutschen gelang es nicht, die Stadt mit einem Schlag einzunehmen. Die neue Strategie bestand aus einer lang anhaltenden Blockade und systematischem Artillerie-Beschuss durch Belagerungshaubitzen sowie Luftangriffen. Für die Leningrader war nun die Verbindung zum Festland, wie sie das unbesetzte Territorium nannten, lebenswichtig.

„Die Straße des Lebens war die einzige Chance für die nördliche Metropole Russlands [Leningrad]. Dank der Straße des Lebens hat die Stadt überlebt, denn sie hätte unmöglich mit ihren eigenen Ressourcen existieren können.“

## Anfänge
Die Luftfahrt war für das Ausmaß der benötigten Unterstützung von Leningrad nicht vorbereitet. Die Stadt benötigte jeden Tag mindestens 1.000 t Lebensmittel, per Flugzeug konnten lediglich 100 t Güter am Tag herbeigeschafft werden. Die wichtigste militärische und zivile Verbindung war demnach der Ladogasee, dessen südwestliche und südöstliche Küste in sowjetischer Hand blieb. Im September und Oktober 1941 arbeiteten die Sowjets unter Hochdruck an der Infrastruktur der Häfen. Am Westufer des Sees wurde der Hafen in der kleinen Bucht Ossinowez befestigt, 55 Kilometer von Leningrad entfernt.  Im ungefrorenen Zustand wurde die Strecke über den See erstmals am 12. September 1941 genutzt, als zwei Lastkähne, die vom Ostufer kamen, Getreide und Mehl nach Kap Ossinowez (russisch мыс Осиновец) brachten. Der Weitertransport nach Leningrad erfolgte per Eisenbahn.
Starke Herbststürme erschwerten den Seetransport erheblich. Die Schifffahrt konnte 79 Tage aufrechterhalten werden, bis der Winter einbrach. In dieser Zeit wurden täglich durchschnittlich 760 Tonnen Fracht befördert, darunter Munition und 570 Tonnen Lebensmittel. Es konnten rund 33.500 Leningrader evakuiert werden. Telefon- und Telegrafen-Unterseekabel wurden verlegt. Währenddessen lag das Gebiet kontinuierlich unter deutschem Luftangriff. Wegen ihrer Lage auf dem offenen See wurden die Schiffe durch Flugabwehrkanonen und Jagdflugzeuge verteidigt. Die Nutzung war durch Artilleriebeschuss und Luftangriffe lebensgefährlich, im Winter zusätzlich durch das brüchige Eis.

## Eisstraße

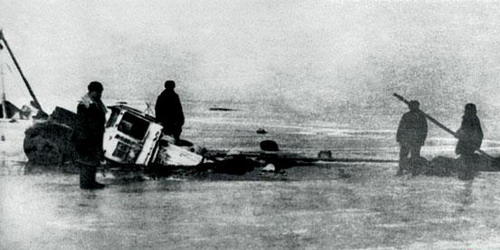
Eingebrochene Fahrzeuge auf der Eisstraße

Mit dem Zufrieren des Ladogasees musste der Schiffsverkehr eingestellt werden. Auf einen Befehl vom 19. November 1941 hin wurde die Errichtung einer Straße über den See angeordnet, für einen Güterumschlag von 4.000 Tonnen täglich. In der Geschichte der russischen Armee kam es häufig vor, dass Truppen und Güter auf Eisstraßen transportiert wurden. Als erster Leiter der Straße wurde Militäringenieur W. G. Monachow ernannt. Die Straße verlief vom Kap Ossinowez (russisch мыс Осиновец) am westlichen Ufer über die Insel Selenezy (russisch острова Зеленцы) in Richtung des Dorfes Kobona (russisch Кобона). Sie lag ungefähr 25 km vor der vom Feind besetzten Küste entfernt und war rund dreißig Kilometer lang. Wissenschaftler und Fischer planten die Eisstraße gemeinsam. Ein Aufklärungstrupp auf Skiern markierte die mögliche Route. Dünne Eisschichten wurden mit Baumstämmen überbrückt, behindernde Eisblöcke aufgebrochen.
Die Straße erhielt die offizielle Bezeichnung Militärstraße 101, wurde aber vom Volk mutmaßlich Straße des Lebens genannt. Der Kulturwissenschaftler Dmitrij Lichatschow schrieb in seinen Memoiren hingegen:

„Die Straße über das Eis wurde Straße des Todes genannt. Und nicht Straße des Lebens, wie sie unsere Schriftsteller später schönfärberisch bezeichneten.“

## Winter 1941/1942
Am 20. November 1941 erreichte die Eisdicke 180 mm und die ersten Pferdeschlitten befuhren die Straße. Mehrere der ausgehungerten Tiere verendeten auf dem Weg. Am nächsten Tag fuhr bereits das erste Auto über das Eis. Am selben Tag befuhr ein Konvoi aus 60 Lastern die Eisstraße. Die Liefermenge steigerte sich allmählich. Am 23. November konnten nur 19 t Lebensmittel transportiert werden, weil pro Laster, wegen des brüchigen Eises, nur bis zu drei Säcke geladen werden konnten. Später hängte man Schlitten an die Lastwagen, wodurch sich das Gewicht auf dem Eis besser verteilte. Während am 25. November 70 t Lebensmittel transportiert werden konnten, waren es durch den zunehmenden Frost einen Monat später bereits 800 t.
Die Bedingungen für die Fahrer waren lebensgefährlich. Die Fahrer, darunter auch viele junge Frauen, fuhren nachts manchmal sogar ohne Licht, wegen der deutschen Flugzeuge. Sie fuhren mit offenen Türen und Fenstern, nach Gehör. Eine andere Quelle berichtet, die Türen wurden ganz aus den Fahrzeugen entfernt, damit die Fahrer sich im Falle eines Eiseinbruchs schnell retten konnten. Um nicht einzuschlafen, hängten sich Fahrer scheppernde Kochtöpfe in den Fahrerraum. Das Eis war brüchig und mehrmals musste nach einer neuen Route gesucht werden. Hunderte von Soldaten kontrollierten laufend den Zustand des Eises. Ende November setzten Frost und Winterstürme ein. Die Fahrer durften nicht anhalten, da sonst das Kühlwasser eingefroren wäre. Im ersten Kriegswinter gingen 1.000 Lastwagen durch Eisbrüche unter. Die Fahrer standen unter besonderer Kontrolle. Trotzdem kam es vor, dass sie aus den Säcken Lebensmittel entwendeten. Das kam selten heraus, weil die Säcke nur nach Anzahl, nicht auf Gewicht geprüft wurden. Als Strafe drohte das Kriegsgericht, was im Allgemeinen die Todesstrafe bedeutete.

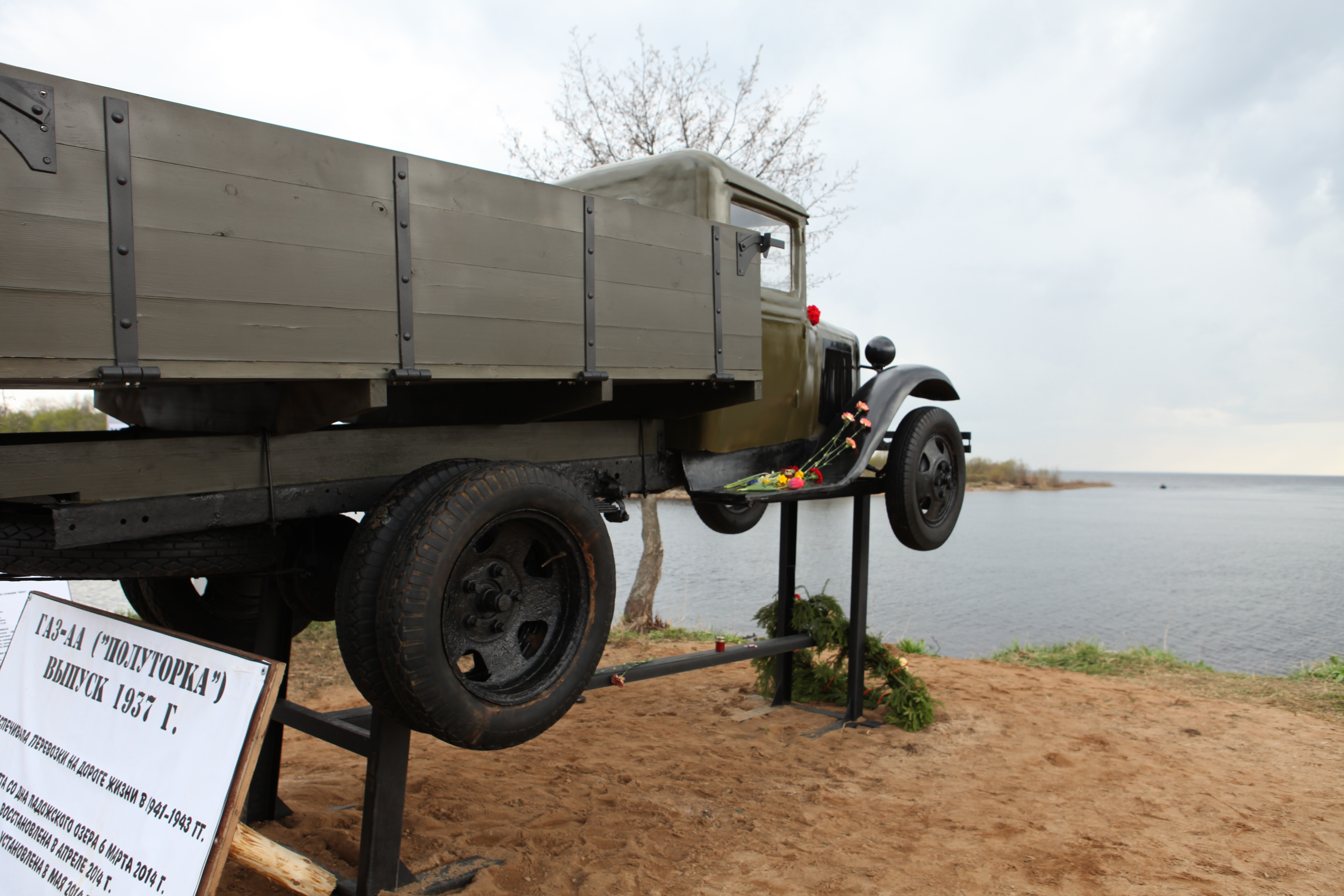
LKW-Modell GAZ-AA als Denkmal in Kobona am Ladogasee

Im selben Monat eroberten deutsche Truppen Tichwin und versuchten, den Fluss Sjas und die Ostküste des Ladogasees zu erreichen, um den letzten Faden zu durchtrennen, der die Stadt mit dem Festland verband. Die Not in der besetzten Stadt wuchs. Es gab nurmehr kleine Brotrationen zu essen. Die Fahrer der Eisstraße hatten einen Wettbewerb gestartet, um täglich die doppelte Transportrate zu erreichen. Manche Fahrer machten zwei, einige sogar drei Fahrten am Tag. Am verbreitetsten unter den Fahrzeugen waren die Modelle ZIS-5, GAZ-AA und Lastwagen des Herstellers JaAZ. Die Lastwagen brachten nachts Lebensmittel, militärische Ausrüstung und Material in die Stadt. Zurück ging es mit Verwundeten und vor allem Kindern. Die Transporter fuhren rund um die Uhr, gleichzeitig stand die Straße rund um die Uhr unter Beschuss. Allein in der ersten Woche verlor die Rote Armee 52 Lastwagen. Bis zum 6. Dezember waren es schon 126 und ganze 327 Stück bis zum 1. Februar 1942. Entlang der Strecke wurden "Eiskrankenhäuser" für Erfrierungen, Verletzungen und Hungergeplagte eingerichtet.
Auf dem Eis wurden zwei Verteidigungslinien mit Feuerstellungen und Schanzen errichtet, ungefähr acht bis zwölf Kilometer vor der Küste. Die Straße wurde von dem 284. Schützenregiment, der 1. Division des NKWD, der 23. Armee und ab 1942 zusätzlich von der 4. Marine-Brigade verteidigt. Am westlichen Ufer waren die Leningrader Luftabwehrkräfte und am östlichen die Fliegerkräfte der Baltischen Flotte konzentriert. Die Luftverteidigung wurde von 10 Flugabwehrabteilungen gesichert, der 39. Jagdfliegerdivision, dem 123. Jagdfliegerregiment und dem 5. und 13. Jagdfliegerregiment der Baltischen Flotte. Es wurden leichte Flugabwehrkanonen eingesetzt, da schwere durch die Eisdecke einbrechen würden. Die Waffen waren schachbrettartig auf beiden Seiten der Straße aufgestellt. Am 1. Januar waren auf dem Eis 14 Stück 37-Millimeter-Waffen und 40 Maschinengewehre stationiert. Auf deutscher Seite wurden Hunderte Landminen und Tausende Splitterminen verlegt. Im Winter unternahm die Wehrmacht keine Land-, sondern nur Luftangriffe auf die Eisstraße. Den Messerschmitts Bf 109 des Deutschen Reichs standen veraltete russische Jäger Typ Polikarpow I-16 und Polikarpow I-153 gegenüber. Die russische Armee konnte ihre Schlagkraft durch über die Rettungsstraße hereingebrachte Truppen in der Stärke von 267.000 Mann verstärken. Es wurden fünf Schützendivisionen sowie eine Panzerbrigade nach Leningrad geschickt.
Anfang April 1942 begann der Schnee zu schmelzen und auf dem Eis stand das Tauwasser bis zu 40 cm hoch. Der Verkehr lief trotzdem weiter, solange es möglich war. Im ersten Winter konnte die Straße bis zum 24. April 1942 an insgesamt 152 Tagen für Transporte genutzt werden. Im Durchschnitt wurden 2.375 t pro Tag befördert, 70 Prozent davon waren Lebensmittel. Die Versorgung von Truppen und Bevölkerung wurde verbessert. Es konnten sogar kleine Rücklagen an Lebensmitteln angelegt werden. Das Militär wurde unter anderem mit Munition, Artillerie-Geschützen und Panzern versorgt. 514.000 Leningrader und 35.000 verwundete Soldaten wurden gleichzeitig aus der belagerten Stadt über den zugefrorenen See evakuiert.

## 1942

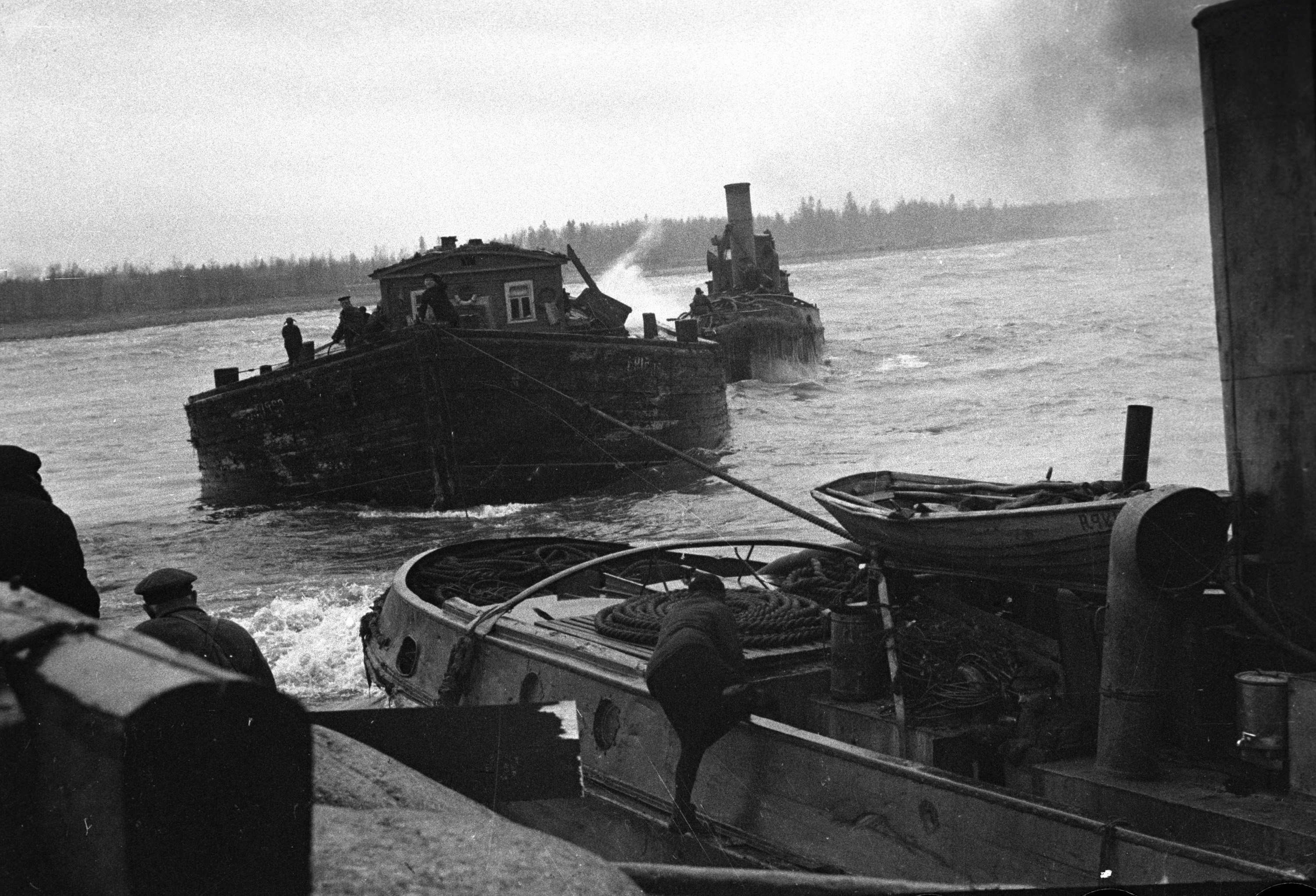
Kutter transportieren Lebensmittel über die Rettungsstraße ins belagerte Leningrad, September 1942

Am 20. Mai 1942 wurde die Schifffahrt wieder aufgenommen, am 28. Mai dann ein geregelter Frachttransport. Eingesetzt wurden 68 See- und Flussschlepper sowie eine Flotte von 69 Barkassen. Während des Winters waren in den Werften Leningrads unterschiedliche Schiffstypen gebaut worden, zum Beispiel 115 Tender, Boote mit einer Verdrängung von 15 bis 25 t und 14 Lastkähne mit einer Tragfähigkeit von 600 t. Gleichwohl nicht nur für den Transport, auch für die Verteidigung wurden Wasserfahrzeuge eingesetzt, so zum Beispiel Kanonenboote und Minensuchboote. Für die Front und die Baltische Flotte wurde durch den See eine Pipeline für Schmier- und Treibstoff verlegt. Das war ein bis dahin einzigartiges hydraulisches Bauprojekt. Obendrein fertigten Leningrader Arbeiter ein 120 Kilometer langes Dreiphasenstromkabel, wodurch die Stadt fortan Strom vom Festland beziehen konnte. Brotfabriken konnten zeitweilig arbeiten.
Wegen des Wintereinbruchs musste der Schiffsverkehr am 25. November 1942 wieder eingestellt werden. Bis dahin waren 703.300 t Fracht befördert und 528.400 Menschen evakuiert worden.

## Winter 1942/1943

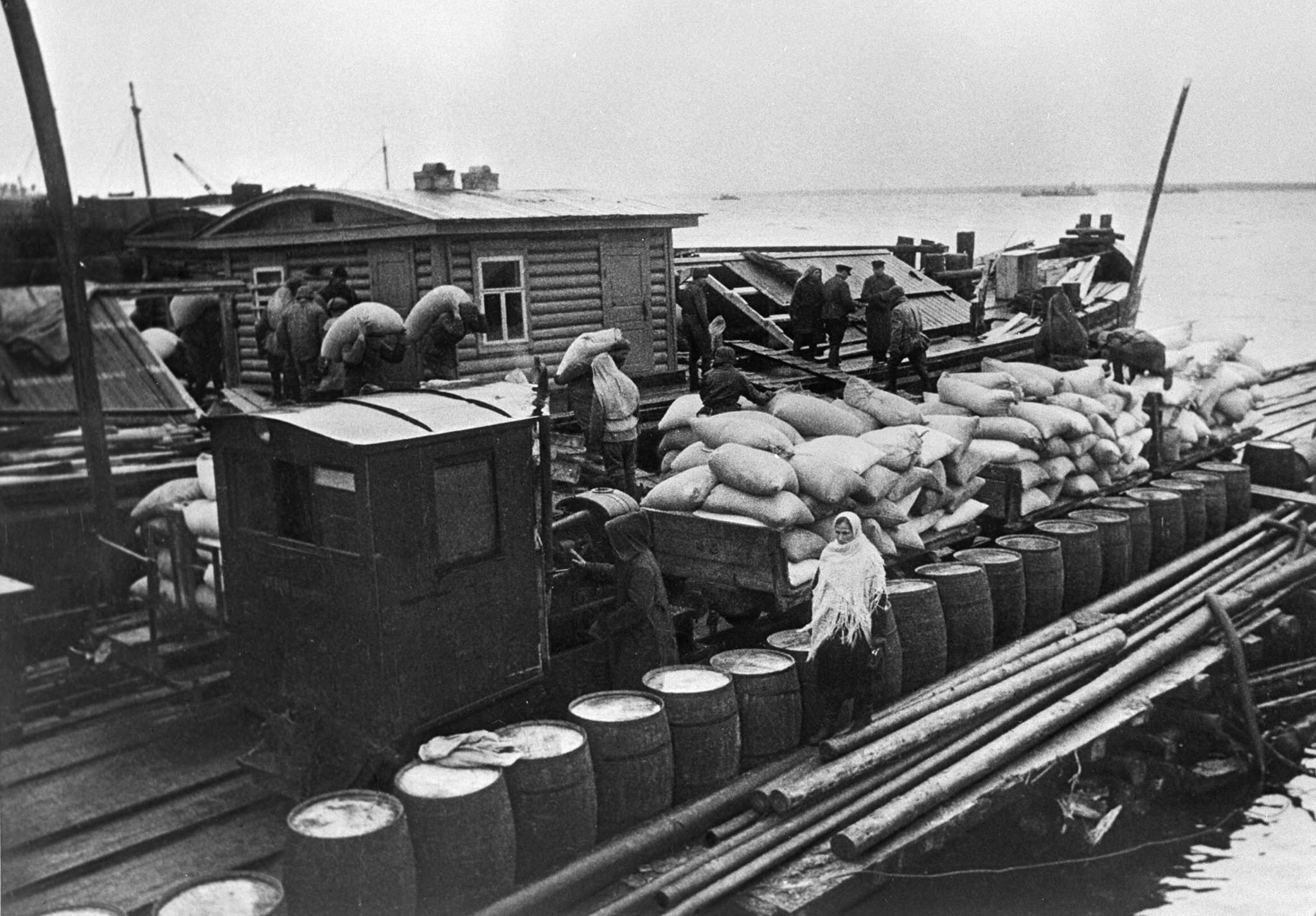
Lebensmittel werden vom Schiff auf die Eisenbahn umgeladen

Ein erfolgreicher Schlag gegen die deutsche Flotte ermöglichte den Versuch, die Blockade der Stadt zu durchbrechen. Es wurde eine neue Eisroute erstellt, was durch regelmäßiges Auftreten von Rissen im Eis erschwert wurde. Erst am 20. Dezember konnte in diesem Jahr die Straße mit Schlitten genutzt werden, ab Heiligabend 1942 dann auch von schweren Fahrzeugen. Um die Transportkapazität noch weiter zu erhöhen, begann man mit dem Bau einer 30 Kilometer langen Eisenbahnstrecke auf dem Eis. Auch im Winter 1942 verließen wieder viele Menschen die belagerte Stadt über die Straße, sodass insgesamt etwa 1,3 Mio. Menschen evakuiert werden konnten.

## 1943

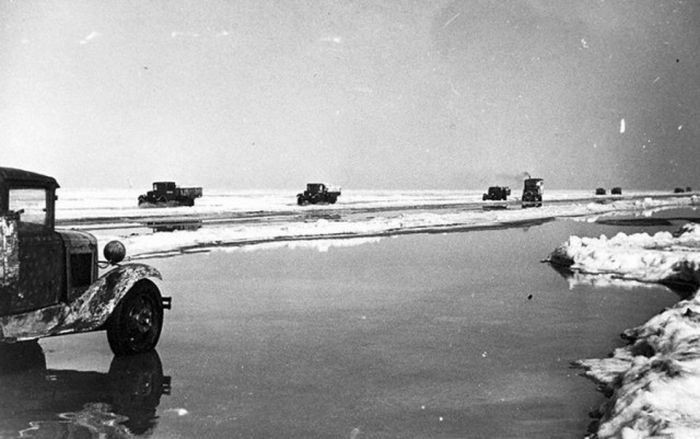
Frühling auf der Straße des Lebens, das Eis beginnt zu schmelzen, April 1943

Ab 12. Januar 1943 versuchte die Rote Armee mit der Operation Iskra die Belagerung Leningrads erneut zu sprengen, nachdem ein vorheriger Versuch im September 1942 gescheitert war (→ Sinjawinsker Operation). Im Ergebnis dieses Angriffs gelang es bis zum 18. Januar 1943, am Südufer des Ladoga-Sees einen wenige Kilometer schmalen Zugang zur Stadt zu öffnen. Durch ihn legte man eine behelfsmäßige Eisenbahntrasse. Da sie jedoch noch immer im Wirkungsbereich der deutschen Artillerie lag und es zudem keine befestigten Straßen in dem Gebiet gab, musste auch weiterhin auf die Straße über den See zurückgegriffen werden. Die Stadt wurde bis zum 30. März 1943 über die Eisstraße und die Eisenbahn versorgt, ab 4. April dann mithilfe von Militärschiffen. Die Deutschen hielten in der Nähe von Leningrad eine stark befestigte Verteidigungslinie, die als uneinnehmbar angesehen wurde. Erst mit der Leningrad-Nowgoroder Operation (14. Januar – 1. März 1944) gelang der Roten Armee die endgültige Freikämpfung aller Verkehrswege nach Leningrad. Die Blockade kostete über eine Million Menschen das Leben.

„Während der Blockade sind mehr Menschen ums Leben gekommen, als in allen Städten im Zweiten Weltkrieg weltweit, einschließlich Hamburg, Dresden, Hiroshima, Nagasaki oder Coventry.“

## Gedenken

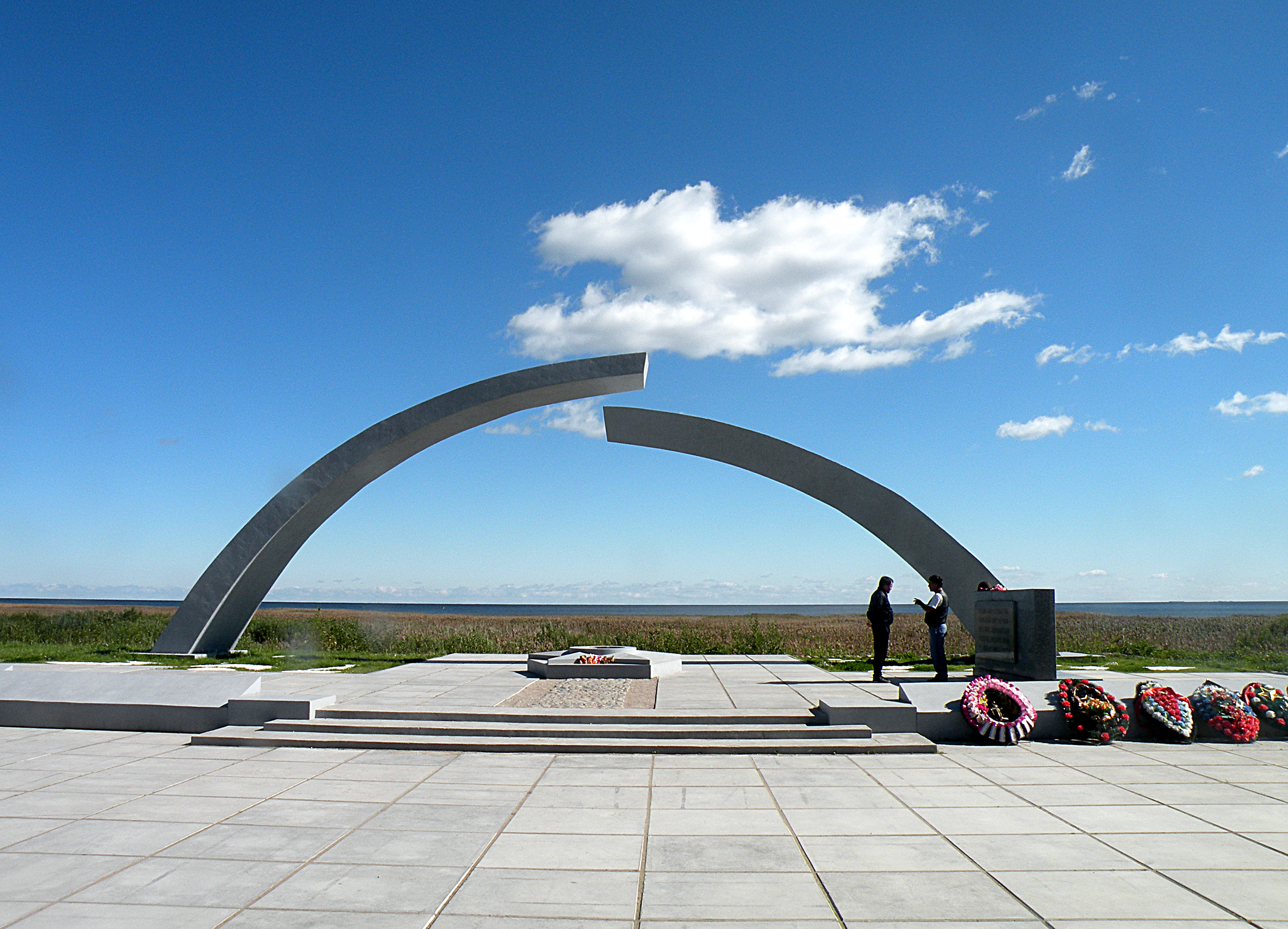
Skulptur „Aufgebrochener Ring“ am Beginn der Rettungsstraße

Heute erinnern zahlreiche Denkmäler entlang des Ladogasees an die Straße des Lebens. Der Beginn der Rettungsstraße wird durch die monumentale Skulptur „Aufgebrochener Ring“ von 1966 markiert. Das Mahnmal besteht aus zwei sieben Meter hohen Stahlbetonbögen. Die Bögen symbolisieren den Belagerungsring, die Kluft zwischen den Bögen die Straße des Lebens. Abgebildete Fahrzeugspuren laufen in den See. Im Zentrum brennt eine ewige Flamme. Eine echte Flugabwehrkanone, wie sie zur Verteidigung der Straße eingesetzt wurde, ist neben dem Denkmal positioniert. Auf einer Steintafel am Fuße der Gedenkstätte findet sich folgendes Gedicht von  Bronislaw Adol’fovich Kezhun:
Потомок, знай: в суровые года,

Верны народу, долгу и Отчизне,

Через торосы ладожского льда

Отсюда мы вели дорогу Жизни,

Чтоб жизнь не умирала никогда.
Nachkomme, wisse: in den harten Jahren,

Treu dem Volk, der Pflicht und dem Vaterland,

Durch die Eisbänke der Ladoga

Von hier aus bauten wir die Straße des Lebens,

Damit das Leben niemals stirbt.
Am Ende der Straße, direkt am Seeufer der ehemaligen Landestelle, befindet sich ein Museum. Das Museum ist eine Zweigstelle des Zentralen Museums der Seekriegsflotte. Es wurde am 12. September 1972 zum 31. Jahrestag des Beginns der militärischen Schifffahrt über den Ladogasee eröffnet.
Am 27. Januar, dem Tag der Befreiung, finden in St. Petersburg generell eher stille Gedenkveranstaltungen statt. 2019 hingegen fand eine Militärparade mit Präsident Putin statt.

## Galerie

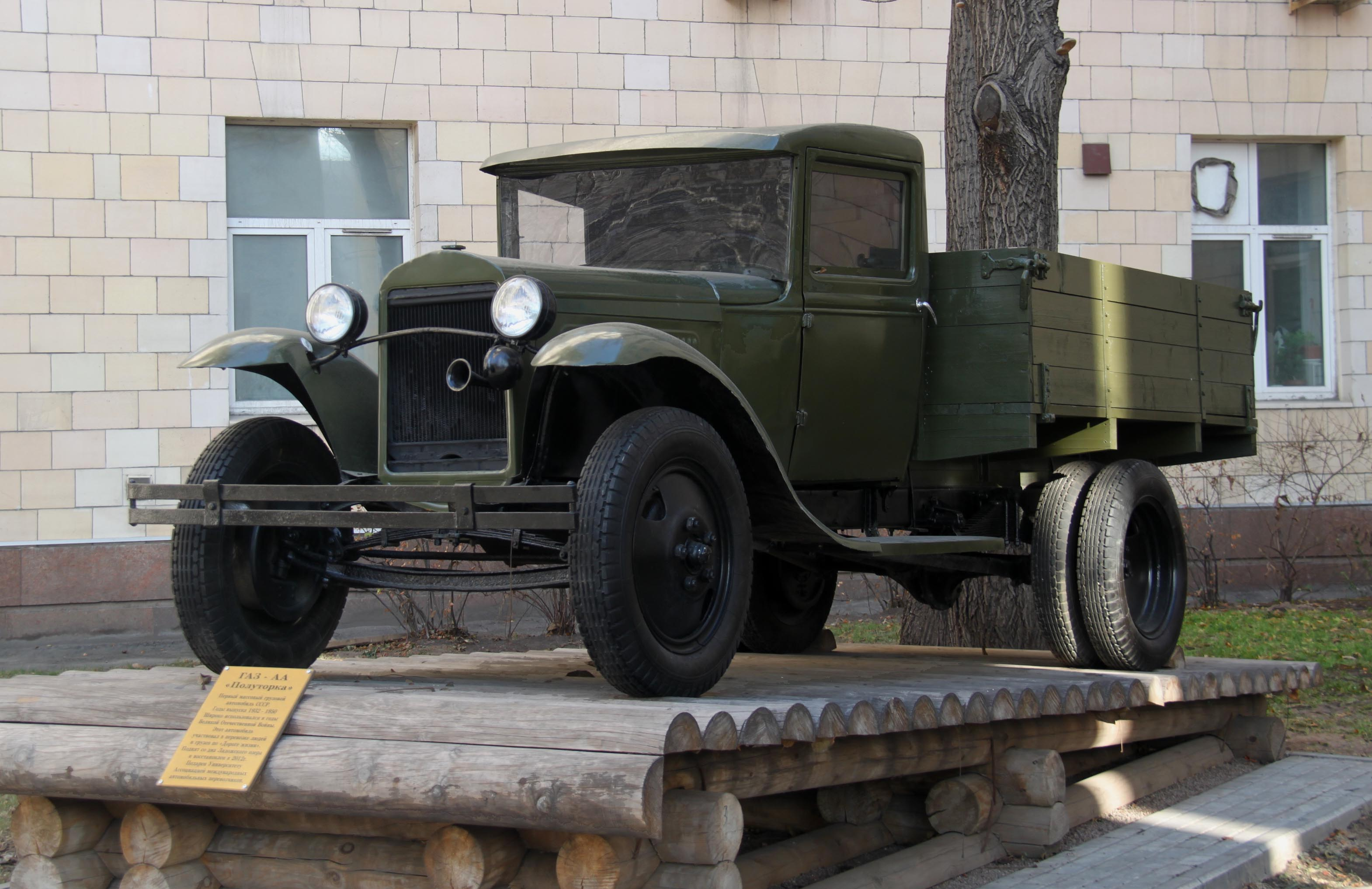
Ein GAZ-AA, gehoben vom Seeboden, das Standardmodell auf der Straße des Lebens
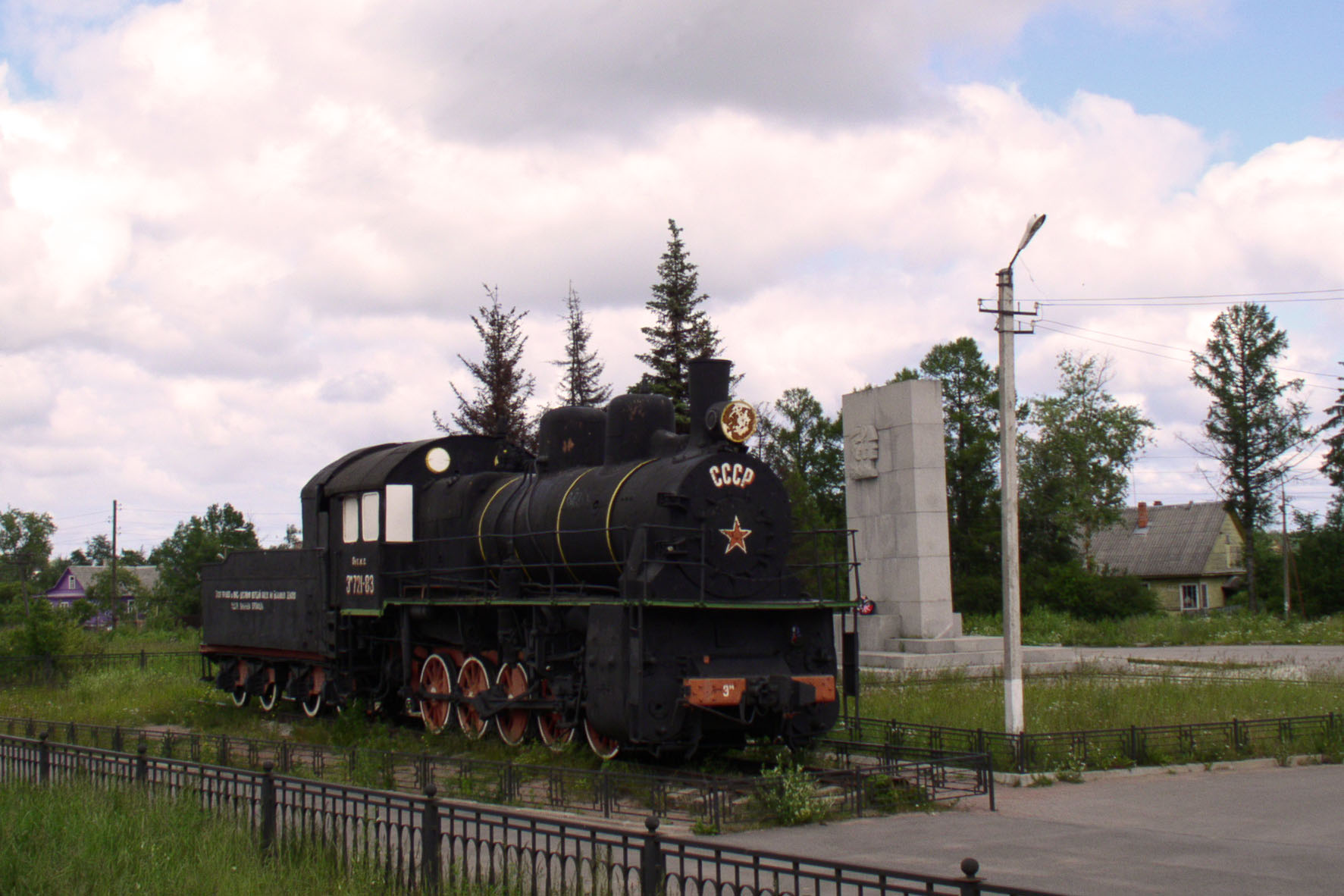
Lokomotive der Baureihe Э für Eisenbahntransporte über den zugefrorenen See (2008)
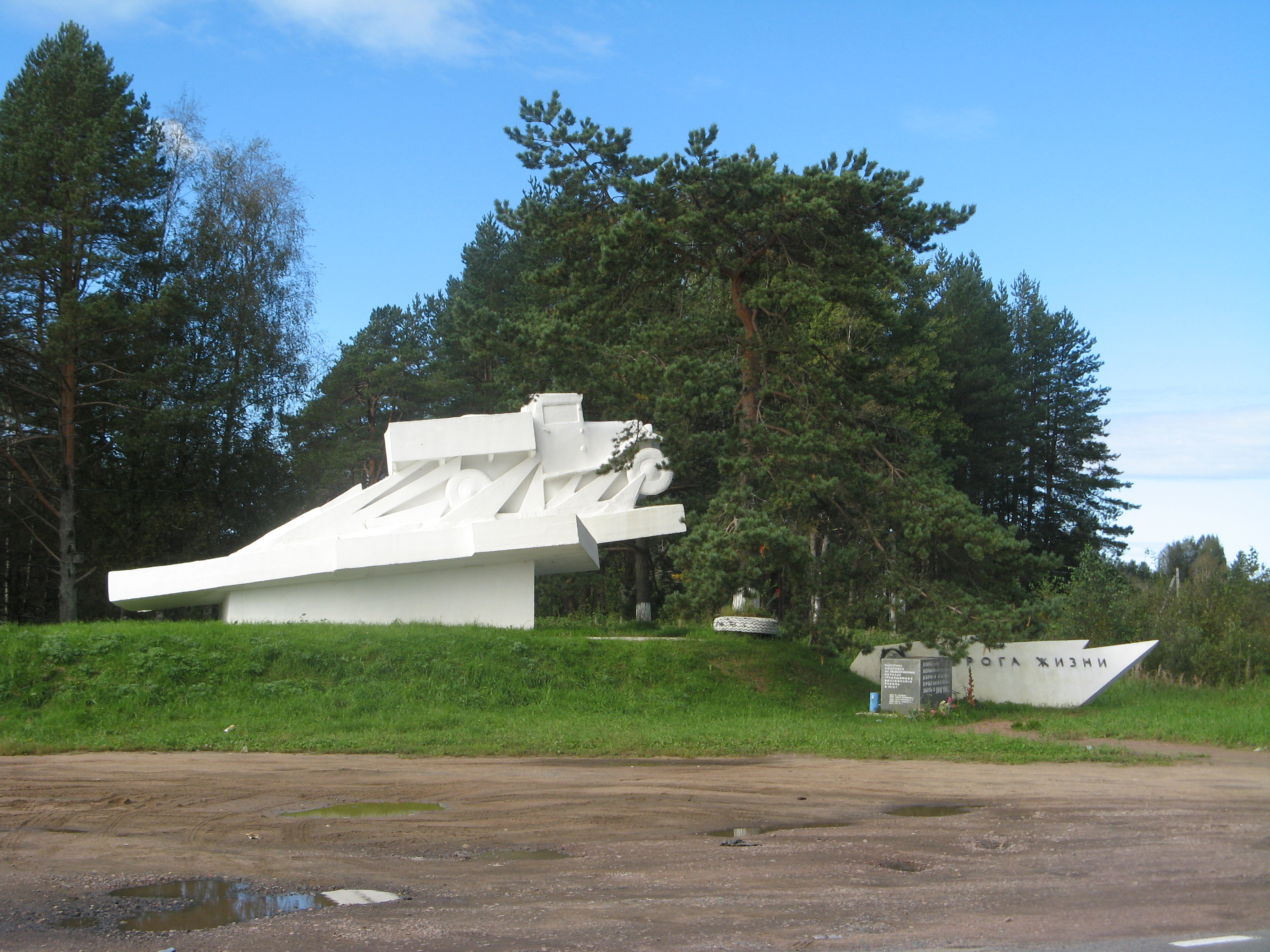
Mahnmal an der Fernstraße R21 im Süden des Ladogasees
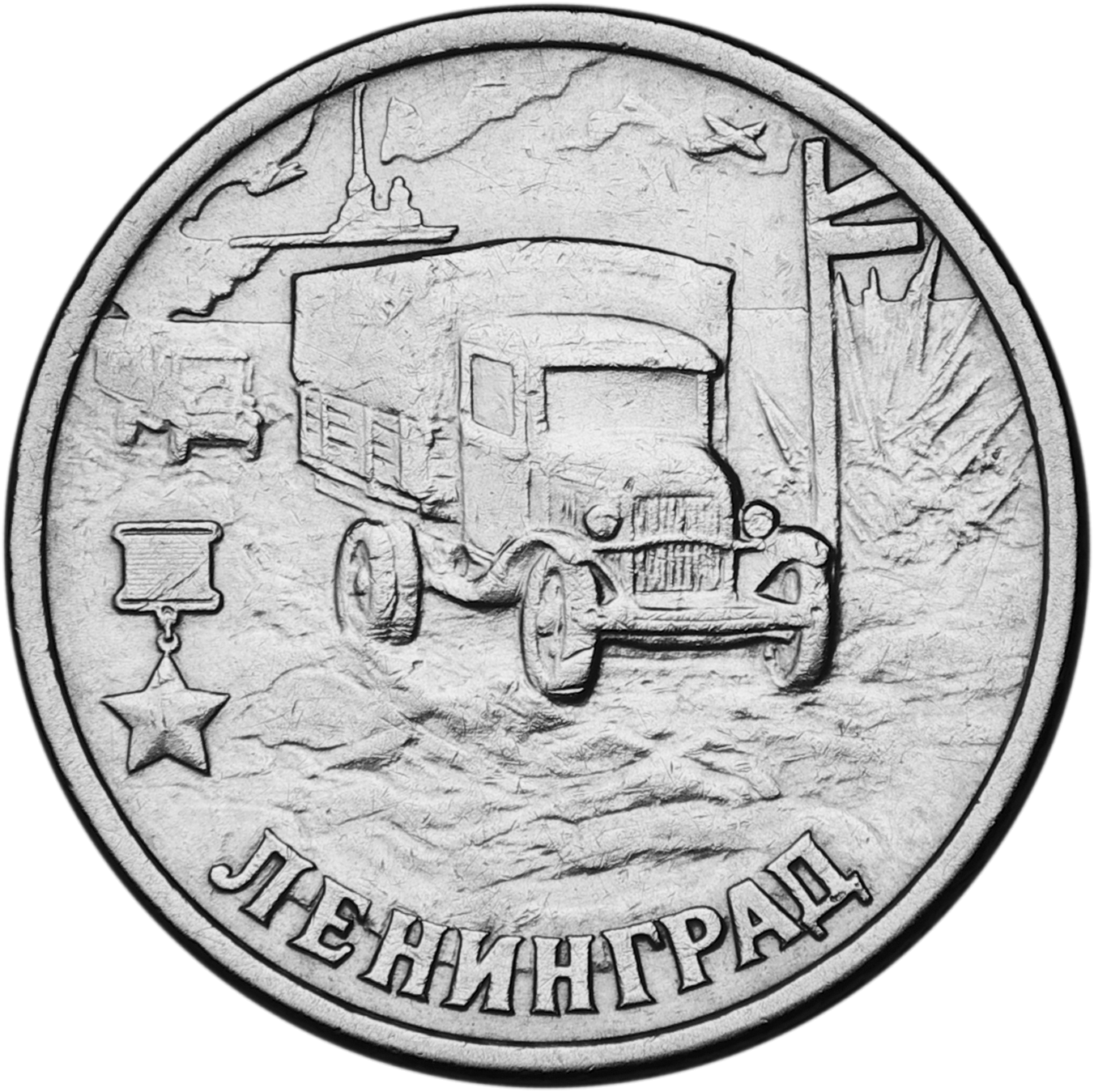
Gedenkmünze mit Abbildung der Eisstraße (2000)